# Route 133 (Nouveau-Brunswick)
Pour les articles homonymes, voir Route 133.
La route 133 est une route secondaire du Nouveau-Brunswick située dans l'extrême sud-est de la province, suivant la côte du détroit de Northumberland entre Shédiac et Cap-Pelé, longue de 28 km (17 mi). Elle suit les routes 11 et 15 durant tout son tracé.

## Description du tracé

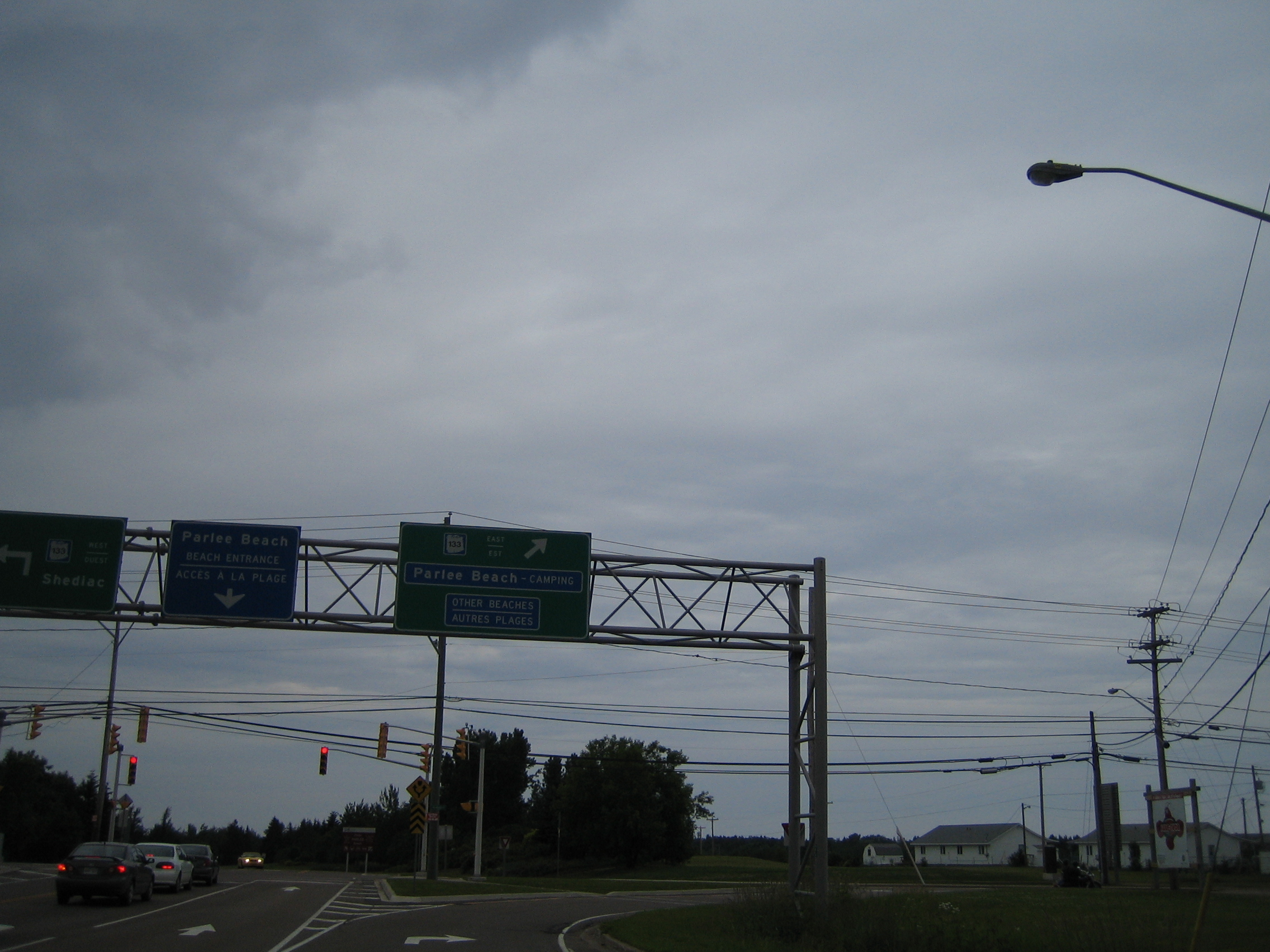
L'intersection de la 133 et de la 140, à l'est de Shédiac, près du parc provincial de la Plage Parlee.

La route 133 débute au nord de Shédiac comme prolongement de la route 134. Peu après, la route bifurque vers l'est pour traverser Shédiac en y étant la rue principale. Plus loin, elle passe près du Parc provincial de la Plage-Parlee et de Pointe-du-Chêne, puis elle se dirige vers l'est en traversant Barachois. À Robichaud, elle bifurque vers l'est après avoir légèrement courbé vers le sud, puis elle traverse la rivière Kouchibouguac. Quelques kilomètres plus loin, elle frôle la plage de l'Aboiteau, plus elle croise la route 950 pour entrer à Cap-Pelé, en direction de la route 15. 
Nommée désormais rue Acadie, la route traverse tout Cap-Pelé, étant à nouveau la rue principale, puis elle bifurque vers le sud pour se terminer sur la route 15. 

## Intersections majeures
| Comté                 | Ville          | km    | Destinations                                        | Notes                                  |
| --------------------- | -------------- | ----- | --------------------------------------------------- | -------------------------------------- |
| Westmorland           | Shédiac Cape   | 0,00  | NB-134 – Bouctouche, Lakeville                      | La NB-133 ouest devient la NB-134 nord |
| Westmorland           | Shédiac        | 1,60  | Rue Main vers NB-11 / NB-132                        |                                        |
| Westmorland           | Shédiac        | 6,20  | NB-140 sud vers NB-11 / NB-15 – Moncton, Port Elgin | Terminus nord de la NB-140             |
| Westmorland           | Beaubassin-Est | 12,80 | NB-933 sud vers NB-15 – Haute-Aboujagane            | Terminus nord de la NB-933             |
| Westmorland           | Beaubassin-Est | 16,90 | Chemin Pointe-à-Nicet vers NB-15                    |                                        |
| Westmorland           | Cap-Pelé       | 23,10 | NB-950                                              |                                        |
| Westmorland           | Cap-Pelé       | 25,30 | NB-945 sud                                          | Terminus nord de la NB-945             |
| Westmorland           | Cap-Pelé       | 28,00 | NB-15 – Moncton, Île-du-Prince-Édouard              |                                        |
| - Transition de route |                |       |                                                     |                                        |